# Harper (Iowa)
Harper és una població dels Estats Units a l'estat d'Iowa. Segons el cens del 2000 tenia 134 habitants.

## Demografia
Segons el cens del 2000, Harper tenia 134 habitants, 55 habitatges, i 40 famílies. La densitat de població era de 574,9 habitants/km².
Dels 55 habitatges en un 27,3% hi vivien nens de menys de 18 anys, en un 65,5% hi vivien parelles casades, en un 5,5% dones solteres, i en un 25,5% no eren unitats familiars. En el 20% dels habitatges hi vivien persones soles el 12,7% de les quals corresponia a persones de 65 anys o més que vivien soles. El nombre mitjà de persones vivint en cada habitatge era de 2,44 i el nombre mitjà de persones que vivien en cada família era de 2,78.
Per edats la població es repartia de la següent manera: un 23,9% tenia menys de 18 anys, un 3,7% entre 18 i 24, un 28,4% entre 25 i 44, un 15,7% de 45 a 60 i un 28,4% 65 anys o més.
L'edat mediana era de 40 anys. Per cada 100 dones de 18 o més anys hi havia 100 homes.
La renda mediana per habitatge era de 37.875 $ i la renda mediana per família de 38.594 $. Els homes tenien una renda mediana de 22.083 $ mentre que les dones 22.188 $. La renda per capita de la població era de 12.620 $. Entorn del 4,9% de les famílies i el 4,5% de la població estaven per davall del llindar de pobresa.

## Poblacions més properes
El següent diagrama mostra les poblacions més properes.